# Lidija Herassymtschuk
Lidija Pawliwna Herassymtschuk (ukrainisch Лідія Павлівна Герасимчук, russisch Лидия Павловна Герасимчук/Lidija Pawlowna Gerassimtschuk; * 5. Mai 1922 in Kiew, Ukrainische SSR; † 5. Dezember 1958 ebenda) war eine ukrainische Primaballerina.

## Leben
Lidija Herassymtschuk schloss 1937 sie ihre Ausbildung am Choreographischen Kollege in Kiew ab und war vom gleichen Jahr am Taras-Schewtschenko-Opernhaus in Kiew als Ballerina engagiert. Während des Deutsch-Sowjetischen Krieges war sie am Kirow-Ballett in Leningrad beschäftigt und anschließend erneut bis an ihr Lebensende an der Kiewer Oper. Sie tanzte als Primaballerina in größere Partien, unter anderem in Schwanensee und Dornröschen von Tschaikowsky, Don Quichotte von Léon Minkus, La Esmeralda von Cesare Pugni und Gayaneh von Aram Chatschaturjan.

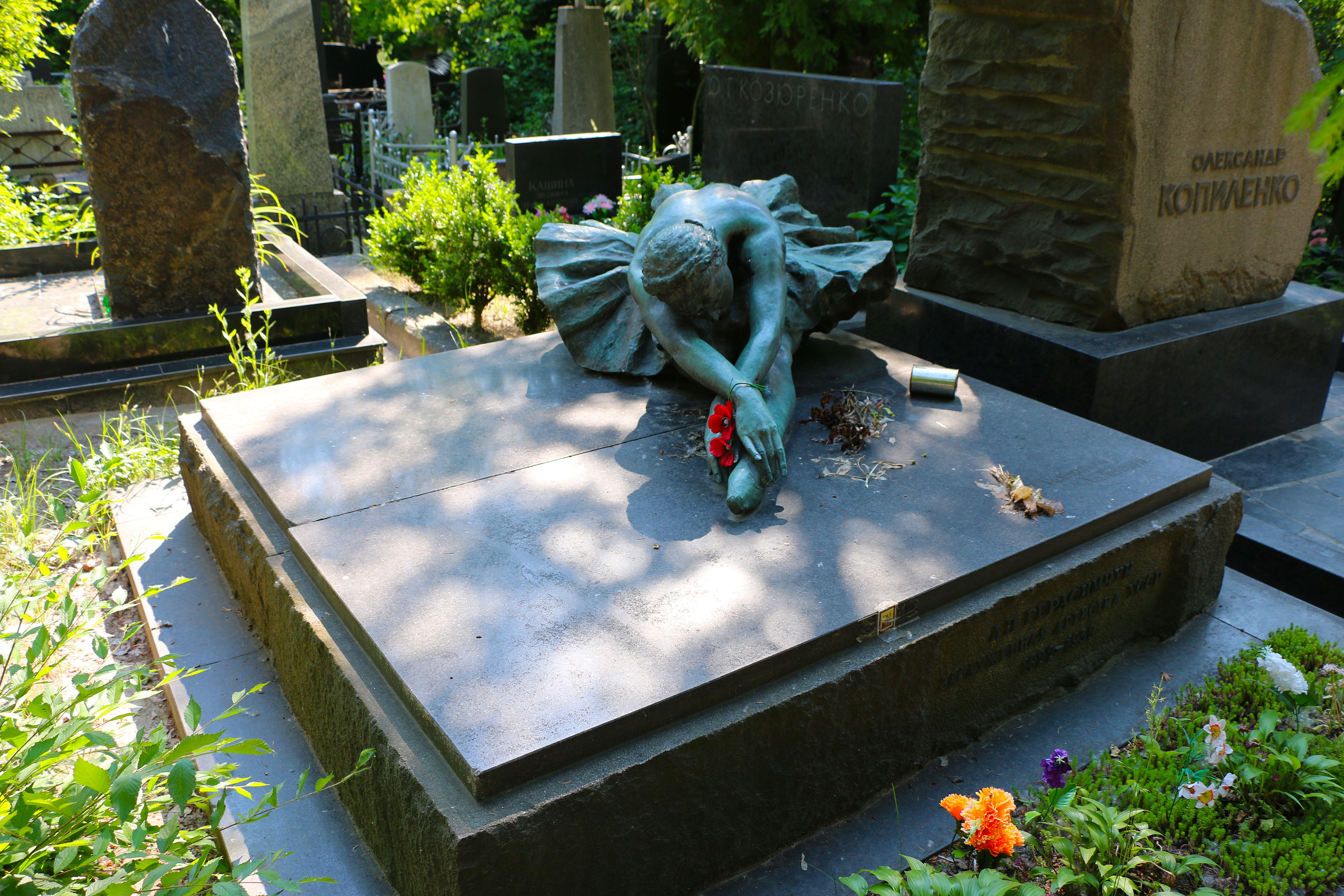
Grab von Lidija Herassymtschuk auf dem Baikowe-Friedhof in Kiew

Sie starb 36-jährig in Kiew und wurde dort auf dem Baikowe-Friedhof bestattet. Auf dem Grab befindet sich die Bronzeskulptur „Der sterbende Schwan“, die Darstellung einer Ballerina des Bildhauers Petro Pylypowytsch Ostapenko von 1960.

## Ehrungen
- 1952 Verdienter Künstler der USSR[2]